# Cerura delavoiei
Cerura delavoiei is een vlinder uit de familie tandvlinders (Notodontidae). De wetenschappelijke naam is voor het eerst geldig gepubliceerd in 1876 door Gaschet.
De soort komt voor in Europa.